# Walsh (bridge)
Walsh is een conventie bij het bridgespel. De conventie is ontstaan uit het Walsh-systeem van Richard Walsh.  De conventie geeft afwijkende antwoorden na partners 1♣ opening. 
Met een zwakke hand wordt de voorkeur gegeven om eerst een eventuele hoge kleur aan te geven boven een ruitenkleur, zelfs als de ruitenkleur langer is. Met een sterke hand worden de kleuren in de normale volgorde geboden. De precieze sterkte wordt nader afgesproken tussen het bridgepaar, maar is ten minste inviterend of mancheforcing.
De conventie is met name geschikt voor vijfkaart hoog systemen en wordt minder gebruikt door Acol spelers.
Na 1♣ is
1♦ ten minste vierkaart ruiten, ontkent zwakke hand met een hoge kleur
1♥/♠ vierkaart, onevenwichtig dus meestal 5-krt ♣
1SA evenwichtig kan vierkaart hoog bij zitten
1♥/♠ ten minste vierkaart, ontkent geen ruiten
Andere biedingen zijn natuurlijk.
Wanneer na 1♦ de antwoorder in tweede instantie ♥ of ♠ biedt, dan  is dat sterk.
Idee achter de conventie is dat met een zwakke hand een 4-4 hoge kleurenfit over het algemeen beter speelt en scoort dan 1SA.